# Klinikum Saarbrücken

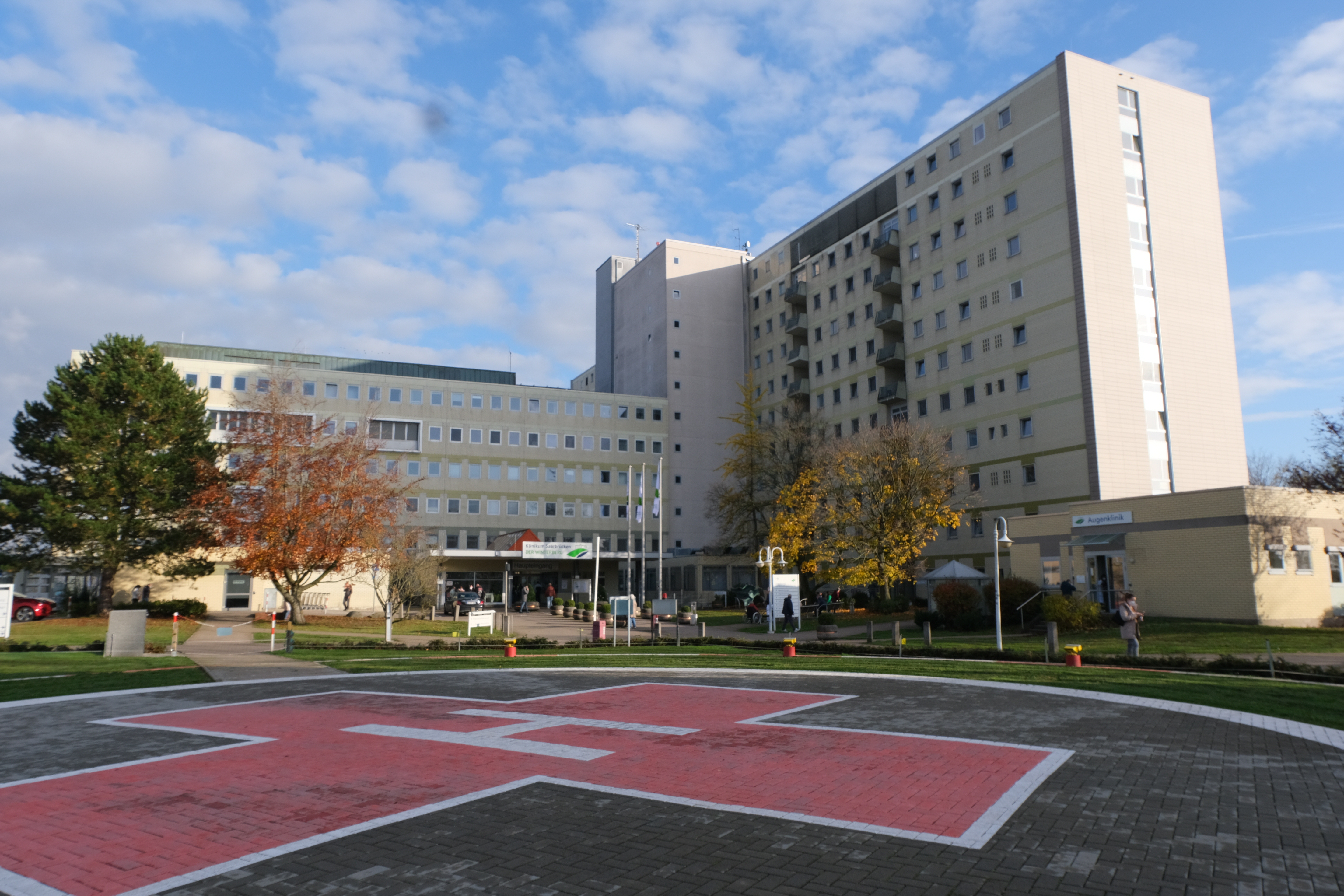
Blick auf das Klinikum Saarbrücken vom Helikopterlandeplatz 2021.

Das Klinikum Saarbrücken, geführt in der Rechtsform einer Gemeinnützigen GmbH, ist ein kommunales Klinikum in der saarländischen Landeshauptstadt Saarbrücken. Gesellschafterin des Klinikums ist die Stadt Saarbrücken. Es ist Akademisches Lehrkrankenhaus der medizinischen Fakultät der Universität des Saarlandes.

## Geschichte
Die Geschichte des Krankenhauses reicht zurück bin ins Jahr 1424, als ein Saarbrücker Bürger sein „mit Betten und Hausrat ausgestattetes Haus hinfort als Hospital für Bürger und arme Leute“ der Stadt vermachte. 1968 wurde der heutige Standort auf dem Winterberg im Stadtteil Sankt Arnual bezogen.

## Lage

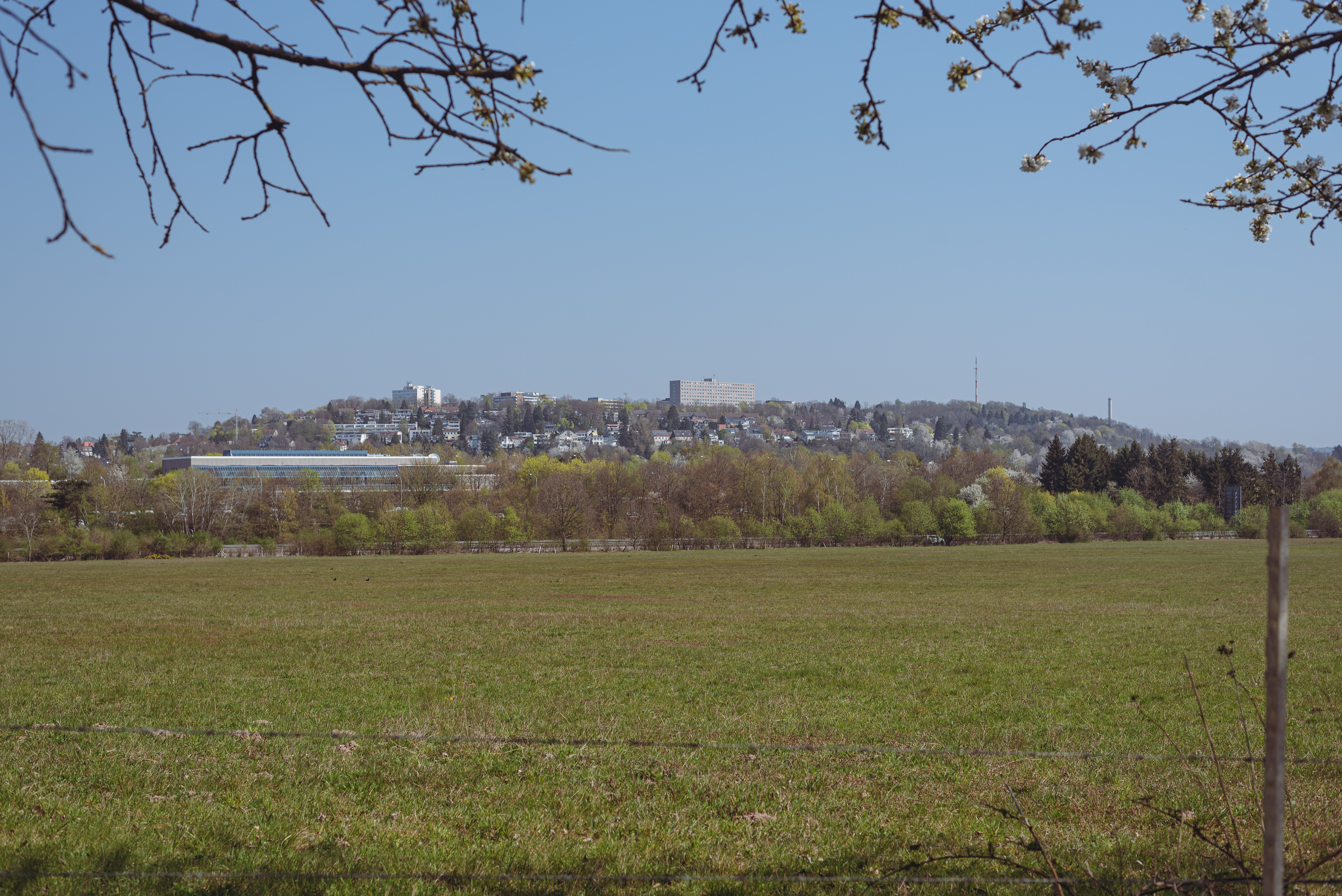
Blick auf den Winterberg mit der Klinik von dem Almet im Norden aus.

Das Klinikum liegt auf dem linken Ufer der Saar auf dem zum Distrikt St. Arnual gehörenden Winterberg, welcher zwischen den Stadtteilen St. Arnual und Alt-Saarbrücken gelegen ist. Der Winterberg ist ein sich rund 300 Meter über Normalnull erhebender Hügel im Süden von Saarbrücken. Bedingt durch die Höhenlage des Winterbergs und das markante, 110 Meter lange und 40 Meter hohe Bettenhaus stellt das Krankenhaus zugleich eine prägnante Landmarke dar.
Umgangssprachlich wird in Saarbrücken häufig nicht vom „Klinikum Saarbrücken“, sondern nur vom „Winterberg“ gesprochen. Deswegen führt das Krankenhaus seit 8. November 2021 auch offiziell wieder den Winterberg als Teil seiner Marke auf.

## Kliniken und Institute
Als Krankenhaus der Maximalversorgung verfügt das Klinikum Saarbrücken über folgende Kliniken und Institute: Anästhesiologie, Gynäkologie und Geburtshilfe mit babyfreundlichem Perinatalzentrum Level 1, Gastroenterologie, Hepatologie, Diabetologie, Endokrinologie, Infektiologie, Kardiologie, Pneumologie, Gefäßchirurgie, Neurochirurgie, Allgemein- und Viszeralchirurgie, Mund-Kiefer-Gesichtschirurgie, Intensivmedizin, Kinder- und Jugendheilkunde, Neurologie, Pathologie, Radiologie, Thoraxchirurgie, Urologie, Unfallchirurgie sowie Onkologie.
Es unterhält interdisziplinäre Zentren wie das Zentrum zur Versorgung von Früh- und Neugeborenen (Perinatalzentrum Level 1), ein Zentrum zur Versorgung bei Schlaganfällen (Neurovaskuläres Zentrum), ein überregionales Traumazentrum, ein Zentrum für Adipositaschirurgie, ein Gefäßzentrum, ein Zentrum für die Behandlung von Herzkreislaufstillständen (Cardiac Arrest Center), ein onkovaskuläres Zentrum, ein Darmkrebszentrum, ein Wirbelsäulenspezialzentrum, ein Viszeralonkologisches Kompetenzzentrum für Darmkrebs-, Pankreaschirurgie sowie für Leberchirurgie. Zudem existiert ein rechtsmedizinisches Institut. Anfang 2024 startete außerdem das Medizinische Versorgungszentrum (MVZ) Klinikum Saarbrücken seinen Betrieb. Schwerpunkt des MVZs ist zunächst die Pathologie. Die Gründung des MVZ Klinikum Saarbrücken ist ein Schritt auf dem Weg zum geplanten Gesundheitscampus Winterberg, der ambulante und stationäre Versorgung verbinden soll.

## Weitere Einrichtungen
Auf dem Klinik-Areal, jedoch rechtlich davon getrennt, befindet sich die Luftrettungsstation des Rettungshubschraubers Christoph 16, welcher von der ADAC Luftrettung betrieben wird. Die Luftrettungsstation teilt sich das Gebäude mit der für das gesamte Saarland zuständigen Leitstelle für Feuerwehr- und Rettungsdienstalarmierung („Leitstelle Saar“), welche vom Zweckverband für Rettungsdienst und Feuerwehralarmierung Saar betrieben wird.

## Kennzahlen
Das kommunale Klinikum zählt mit 600 Klinikbetten und einer Vielzahl an Fachabteilungen zu den Maximalversorgern im Südwesten Deutschlands sowie für das angrenzende Frankreich und Luxemburg. „Auf dem Winterberg“ behandeln mehr als 300 Ärztinnen und Ärzte jährlich rund 28.000 stationäre und 60.000 ambulante Patienten. Insgesamt arbeiten rund 2500 Beschäftigte im Klinikum, den Beteiligungsgesellschaften und den Tochterunternehmen Saarbrücker Pflege GmbH und Klinikservice Saarbrücken GmbH.

## Aus- und Weiterbildung
Das Klinikum Saarbrücken verfügt über eine eigene Schule für Gesundheitsfachberufe. Sie bietet 325 Auszubildenden und Studenten einen Ausbildungsplatz. Hier werden Pflegefachleute, Operationstechnische Assistenten (OTA) und Anästhesietechnische Assistenten (ATA) ausgebildet; außerdem ist eine Fachweiterbildung in der Intensivpflege und Anästhesie möglich. Seit 2021 ist auch eine Ausbildung in Teilzeit möglich.
Das Duale Studium Betriebswirtschaftslehre-Gesundheitsmanagement (Bachelor of Arts) wurde in Kooperation mit der Dualen Hochschule Baden-Württemberg in Mannheim etabliert. Seit 2021 wird ebenfalls das Duale Studium Angewandte Hebammenwissenschaft (Bachelor of Science) in Kooperation mit der Hochschule für Technik und Wirtschaft des Saarlandes angeboten; die praktische Ausbildung erfolgt im Klinikum.
Daneben werden Ausbildungen in den folgenden Berufen angeboten: Zahnmedizinische Fachangestellte, medizinische Fachangestellte, Medizinische Technologen für Radiologie (MTR), Kaufleute im Gesundheitswesen, Fachkräfte für Lagerlogistik, Fachinformatiker Systemintegration sowie Fachinformatiker Anwendungsentwicklung.

## Tochtergesellschaften
Zur Erfüllung seiner Aufgaben betreibt das Klinikum Saarbrücken, teils zusammen mit Partnern, mehrere Tochterunternehmen, darunter die Blutspendezentrale Saar-Pfalz gGmbH (zusammen mit dem Westpfalz-Klinikum Kaiserslautern) und die Rettungsdienstschule Saar gGmbH (zusammen mit dem Landesverband Saar des Deutschen Roten Kreuz).